# Bogusław XIII

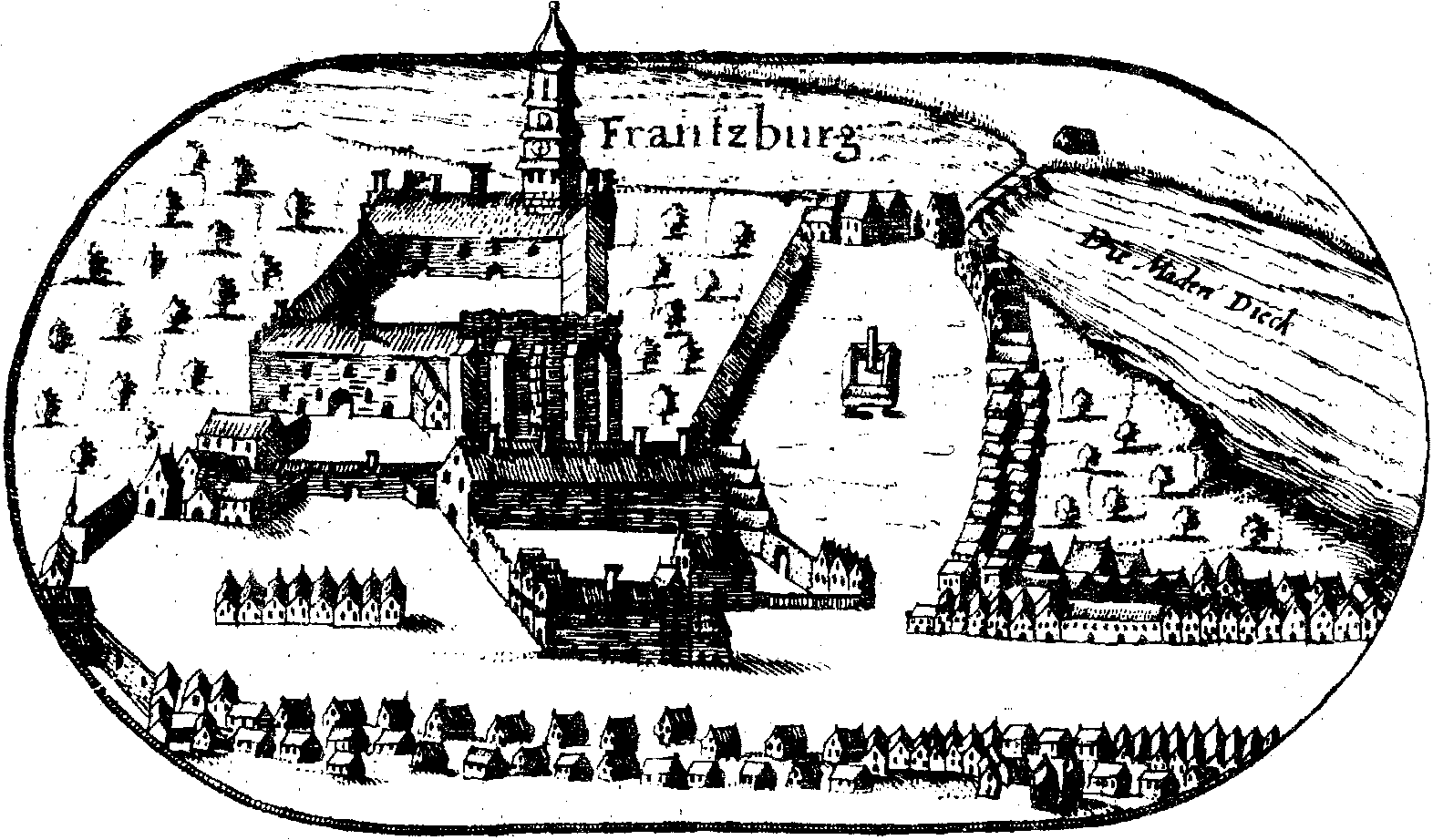
Franzburg na mapie Pomorza Lubinusa

Bogusław XIII (ur. 9 sierpnia 1544 w Wołogoszczy, zm. 7 marca 1606 w Szczecinie) – w latach 1560–1569 książę wołogoski (wraz z bratem Janem Fryderykiem, od 1569 książę na Bardzie i Nowopolu (Neuenkamp/Franzburg), od 1603 książę szczeciński. Książę na Lęborku, Darłowie i Bytowie od 1605, syn Filipa I z dynastii Gryfitów.

## Życie i panowanie
Był trzecim dzieckiem i zarazem trzecim synem (drugim, który dożył wieku dojrzałego) Filipa I, księcia pomorskiego, szczecińskiego i wołogoskiego oraz Marii, elektorówny saskiej. Studiował na uniwersytetach w Greifswaldzie, Wittenberdze i Paryżu.
Po śmierci ojca w 1560 rządził wraz z bratem Janem Fryderykiem – księstwem wołogoskim pod regencją matki i stryja Barnima IX Pobożnego. W 1567 wraz z bratem objęli samodzielne rządy w księstwie wołogoskim. Po rezygnacji z władzy w 1569 stryja, Barnima IX Pobożnego w wyniku dokonanego z braćmi 23 lipca tegoż roku podziału Pomorza miał otrzymać księstwo wołogoskie, ale zrezygnował z władzy na rzecz młodszego brata, Ernesta Ludwika. Zadowolił się okręgiem, który obejmował Bardo i Nowopole (Neuencamp).
W 1592 po śmierci Ernesta Ludwika przejął władzę w księstwie wołogoskim, jako opiekun jego nieletniego syna Filipa Juliusza. W 1603 przekazał władzę bratankowi, a sam objął panowanie w księstwie szczecińskim po śmierci kolejnego z braci – Barnima X Młodszego. W 1605 najpierw otrzymał Lębork, a po śmierci ostatniego z braci – Kazimierza VII objął też władzę nad Darłowem i Bytowem.
Rozbudował zamek w Bardzie i w 1587 wybudował kolejny w Nowopolu, które przemianował na Franzburg. Jako władca wyróżniał się sprawiedliwością i dobrymi umiejętnościami ekonomicznymi, a jako jedyny z synów Filipa I mający liczne potomstwo dbał o ich edukację.
Zmarł po krótkiej (trwającej od 4 marca) chorobie 7 marca 1606 w Szczecinie, został pochowany w kościele zamkowym pod wezwaniem św. Ottona 9 kwietnia 1606. Księstwo Szczecińskie odziedziczył po nim najstarszy syn Filip II.

## Rodzina
Ożenił się 8 września 1572 w Nowopolu, po trwających od listopada 1571 rokowaniach, z Klarą, córką Franciszka, księcia brunszwicko-lüneburskiego i Klary sasko-lauenburskiej, z którą miał liczne potomstwo. Po śmierci pierwszej żony w 1598 ożenił się powtórnie 31 maja 1601 z Anną, córką Jana I Młodszego, księcia szlezwicko-holsztyńskiego na Sonderburgu i Elżbiety brunszwickiej z Grubenhagen. Wyprowadzenie młodej pary do Barda dokonało się 17 czerwca 1601.

### Potomstwo
Z pierwszego małżeństwa z Klarą pochodziło jedenaścioro dzieci (drugie małżeństwo było bezdzietne):
- Filip II (ur. 28 lipca 1573, zm. 3 lutego 1618) – książę szczeciński (1606–1618),
- Klara Maria (ur. 10 lipca 1574, zm. 19 lutego 1623) – żona Zygmunta Augusta (1560–1600), przedstawiciela dynastii meklemburskiej oraz Augusta Młodszego (1579–1666), księcia brunszwickiego na Wolfenbüttel (1636–1666),
- Katarzyna (ur. 18 czerwca 1575, zm. 11 lipca 1575). Została pochowana w kościele NMP w Bardzie 28 lipca 1575,
- Franciszek (ur. 24 marca 1577, zm. 27 listopada 1620) – biskup kamieński (1602–1618), książę szczeciński (1618–1620),
- Erdmuta (Zofia) (ur. 5 kwietnia 1578, zm. 11 lipca 1583). Imię zostało jej nadane na cześć świeżo poślubionej żony brata ojca Erdmuty. Przez współczesnych zwana też była Zofią lub Erdmutą Zofią. Została pochowana w kościele NMP w Bardzie 12 lipca 1583,
- Bogusław XIV (ur. 31 marca 1580, zm. 10 marca 1637) – książę szczeciński od 1620 i całego Pomorza Zachodniego (1625–1637), ostatni męski przedstawiciel rodu Gryfitów,
- Jerzy II (ur. 30 I 1582, zm. 27 III 1617) – książę Bukowa (1615–1617),
- Jan Ernest (ur. 24 lutego 1586, zm. 1 lutego 1590). Imiona odziedziczył po swoich stryjach: Janie Fryderyku i Erneście Ludwiku. Został pochowany w Bardzie 12 lutego 1590,
- Zofia Jadwiga (ur. 12 czerwca 1588, zm. 3 marca 1591). Została pochowana w Bardzie 11 marca 1591,
- Ulryk (ur. 12 sierpnia 1589, zm. 31 października 1622) – biskup kamieński (1618–1622), książę Darłowa (1621–1622),
- Anna (ur. 3 października 1590, zm. 7 lipca 1660) – żona Ernesta, księcia Croy (zm. 1620)[9].

### Genealogia

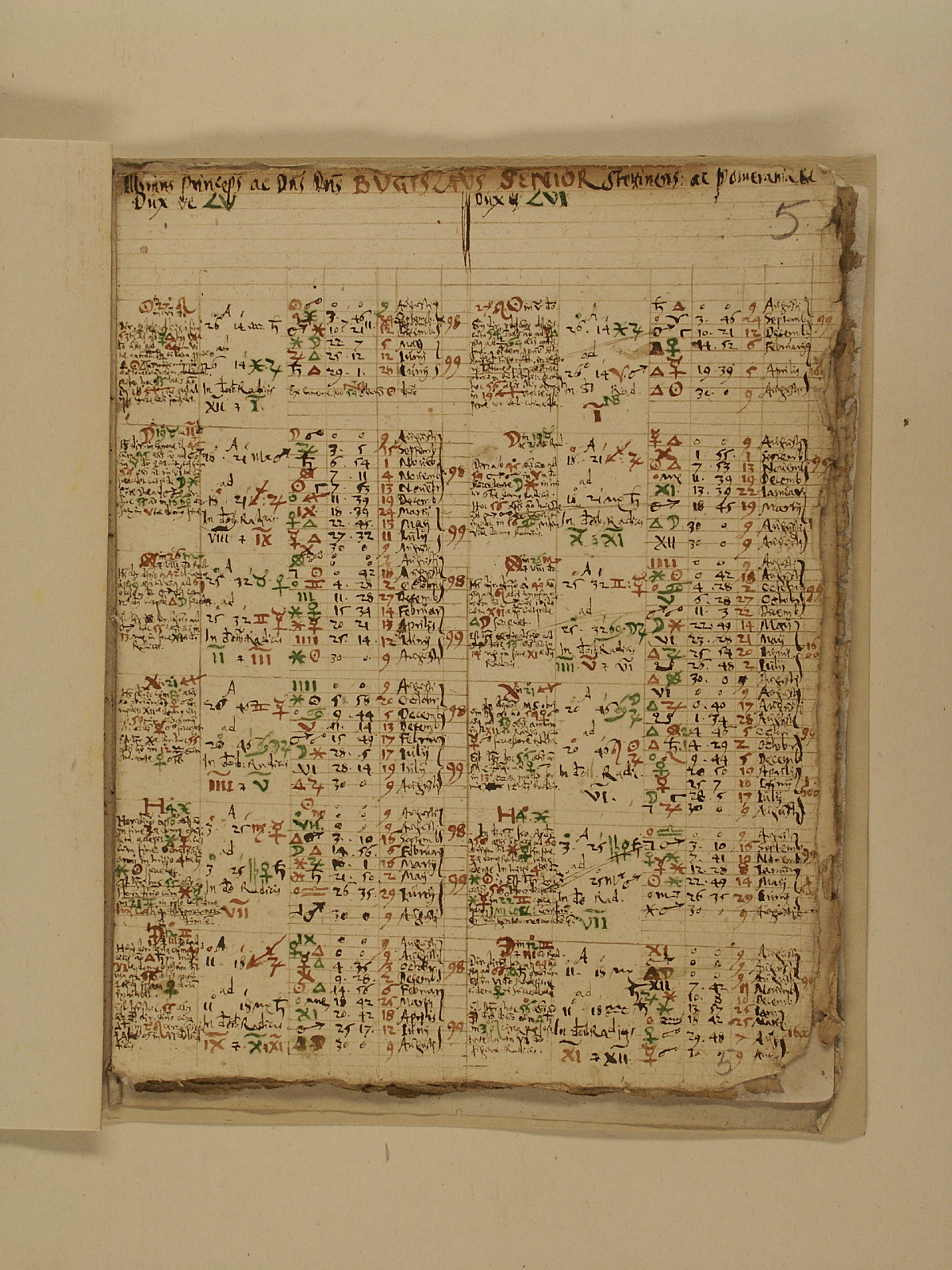
Horoskop Bogusława XIII wykonany przez Andreasa Rungiuma: prognoza wydarzeń dla okresu między 53 a 59 rokiem życia. Prognoza w formie tabelarycznej ze wskazaniem wpływu układu ciał niebieskich na nadchodzące lata życia księcia pomorskiego (Archiwum Państwowe w Szczecinie, Archiwum Książąt Szczecińskich)

| Jerzy I pomorski ur. 11 IV 1493 zm. na przeł. 9/10 V 1531 | Jerzy I pomorski ur. 11 IV 1493 zm. na przeł. 9/10 V 1531 |                                                     |                                                     | Amelia reńska ur. 25 VII 1490 zm. 6 I 1525 | Amelia reńska ur. 25 VII 1490 zm. 6 I 1525 |  |  | Jan ur. ? zm. ? | Jan ur. ? zm. ? |                                                   |                                                   | Małgorzata (Anhalt) ur. ? zm. ? | Małgorzata (Anhalt) ur. ? zm. ? |
|                                                           |                                                           |                                                     |                                                     |                                            |                                            |  |  |                 |                 |                                                   |                                                   |                                 |                                 |
|                                                           |                                                           |                                                     |                                                     |                                            |                                            |  |  |                 |                 |                                                   |                                                   |                                 |                                 |
|                                                           |                                                           | Filip I wołogoski ur. 14/15 VII 1515 zm. 14 II 1560 | Filip I wołogoski ur. 14/15 VII 1515 zm. 14 II 1560 |                                            |                                            |  |  |                 |                 | Maria saska ur. 15 XII 1516 zm. w okr. 5–7 I 1583 | Maria saska ur. 15 XII 1516 zm. w okr. 5–7 I 1583 |                                 |                                 |
|                                                           |                                                           |                                                     |                                                     |                                            |                                            |  |  |                 |                 |                                                   |                                                   |                                 |                                 |
|                                                           |                                                           |                                                     |                                                     |                                            |                                            |  |  |                 |                 |                                                   |                                                   |                                 |                                 |
|                                                           |                                                           |                                                     |                                                     |                                            |                                            |  |  |                 |                 |                                                   |                                                   |                                 |                                 |

|                                              |                                              | 1 Klara ur. 1 I 1550 zm. 26 I 1598 OO 8 IX 1572 | 1 Klara ur. 1 I 1550 zm. 26 I 1598 OO 8 IX 1572 | Bogusław XIII (ur. 9 VIII 1544, zm. 7 III 1606) | Bogusław XIII (ur. 9 VIII 1544, zm. 7 III 1606) | 2 Anna ur. 7 X 1577 zm. 30 I 1616 OO 31 V 1601 | 2 Anna ur. 7 X 1577 zm. 30 I 1616 OO 31 V 1601 |                                               |                                               |
|                                              |                                              |                                                 |                                                 |                                                 |                                                 |                                                |                                                |                                               |                                               |
|                                              |                                              |                                                 |                                                 |                                                 |                                                 |                                                |                                                |                                               |                                               |
|                                              | 1                                            |                                                 | 1                                               |                                                 | 1                                               |                                                | 1                                              |                                               | 1                                             |
| Filip II ur. 28 VII 1573 zm. 3 II 1618       | Filip II ur. 28 VII 1573 zm. 3 II 1618       | Klara Maria ur. 10 VII 1574 zm. 19 II 1623      | Klara Maria ur. 10 VII 1574 zm. 19 II 1623      | Katarzyna ur. 18 VI 1575 zm. 11 VII 1575        | Katarzyna ur. 18 VI 1575 zm. 11 VII 1575        | Franciszek ur. 24 III 1577 zm. 27 XI 1620      | Franciszek ur. 24 III 1577 zm. 27 XI 1620      | Erdmuta (Zofia) ur. 5 IV 1578 zm. 11 VII 1583 | Erdmuta (Zofia) ur. 5 IV 1578 zm. 11 VII 1583 |
|                                              | 1                                            |                                                 | 1                                               |                                                 | 1                                               |                                                | 1                                              |                                               | 1                                             |
| Bogusław XIV ur. 31 III 1580 zm. 10 III 1637 | Bogusław XIV ur. 31 III 1580 zm. 10 III 1637 | Jerzy II ur. 30 I 1582 zm. 27 III 1617          | Jerzy II ur. 30 I 1582 zm. 27 III 1617          | Jan Ernest ur. 24 II 1586 zm. 1 II 1590         | Jan Ernest ur. 24 II 1586 zm. 1 II 1590         | Zofia Jadwiga ur. 12 VI 1589 zm. 3 III 1591    | Zofia Jadwiga ur. 12 VI 1589 zm. 3 III 1591    | Ulryk ur. 12 VIII 1589 zm. 31 X 1622          | Ulryk ur. 12 VIII 1589 zm. 31 X 1622          |
|                                              | 1                                            |                                                 |                                                 |                                                 |                                                 |                                                |                                                |                                               |                                               |
| Anna ur. 3 X 1590 zm. 7 VII 1660             |                                              |                                                 |                                                 |                                                 |                                                 |                                                |                                                |                                               |                                               |

### Opracowania
- Kazimierz Kozłowski, Jerzy Podralski, Gryfici. Książęta Pomorza Zachodniego, Szczecin: Krajowa Agencja Wydawnicza, 1985, ISBN 83-03-00530-8, OCLC 189424372. Brak numerów stron w książce
- Edward Rymar, Rodowód książąt pomorskich, Szczecin: Książnica Pomorska im. Stanisława Staszica, 2005, ISBN 83-87879-50-9, OCLC 69296056. Brak numerów stron w książce
- Szymański J.W., Książęcy ród Gryfitów, Goleniów – Kielce 2006, ISBN 83-7273-224-8.

### Literatura dodatkowa (opracowania)
- Zygmunt Boras, Książęta Pomorza Zachodniego, Poznań: Wydaw. Naukowe Uniwersytetu im. Adama Mickiewicza, 1996, ISBN 83-232-0732-1, OCLC 830122949. Brak numerów stron w książce
- Rymar E., Rodowód książąt pomorskich, T. II, Szczecin 1995, ISBN 83-902780-0-6.

### Literatura dodatkowa (online)
- Madsen U., Bogislaw XIII. (niem.), [dostęp 2012-03-11].
- Schmidt R., Bogislaw XIII. Herzog von Pommern (niem.) [w:] NDB, ADB Deutsche Biographie (niem.), [dostęp 2012-03-11].